# Asparagus graniticus
Asparagus graniticus — вид рослин із родини холодкових (Asparagaceae).

## Біоморфологічна характеристика
Кущ до 100 см заввишки.

## Середовище проживання
Ареал: ПАР, Намібія.